# 拟卵叶银莲花
拟卵叶银莲花（学名：Anemone howellii）是毛茛科银莲花属的植物。分布于缅甸以及中国大陆的贵州、云南等地，生长于海拔1,200米至2,300米的地区，多生长于山谷沟边阴湿处及疏林中，目前尚未由人工引种栽培。

## 异名
- Anemone begoniifolioides W. T. Wang